# FIP (estação de rádio)

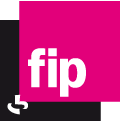
Logo da rádio FIP

FIP (France Inter Paris) é uma rede de rádio francesa, fundada em 1971, sendo parte do grupo Radio France.

## Conceito
O conceito adotado pela FIP pouco mudou desde a sua fundação, sendo ele tocar músicas sem intervalo comercial, interrompidas apenas brevemente para anúncios ocasionais sobre eventos culturais (e, antes de 2020, atualizações de tráfego e boletins curtos de notícias). Atualmente, as transmissões ao vivo, de Paris, são das 7h às 23h. Fora do expediente, um computador reproduz a programação musical dos dias anteriores.
Toda a programação musical é escolhida por uma pequena equipe de curadores, que criam blocos musicais com três horas de duração. Eles obedecem a algumas regras, se atentando em como as faixas passam de uma para a outra, os gêneros e estilos, e certificando-se de que uma música nunca seja tocada duas vezes em um intervalo de 48 horas. A FIP transmite cerca de 16.000 artistas e 44.000 músicas diferentes todos os anos; 85% de sua programação é oriunda de gravadoras independentes.
O boletim de notícias durava 10 minutos, e foi concebido para que os ouvintes interessados em mais detalhes sintonizassem a France Inter (ou outras estações), no início da hora cheia. A prática foi interrompida em junho de 2020, devido a saturação de notícias no ecossistema de mídia. Da mesma forma, as atualizações de tráfego, relevantes para Paris, foram removidas em 2008.

## Transmissões de Música
A programação musical apresenta diversos gêneros, incluindo chanson, música clássica, trilhas de cinema, jazz, pop rock, rock n' roll, world music e blues, com uma transição suave e discreta de uma música para outra (por exemplo, a canção de rock n' roll Roll Over Beethoven pode ser precedida por uma curta sonata de Beethoven). A FIP é uma das poucas emissoras de rádio do mundo a transmitir uma programação, com esta característica, 24 horas por dia. Entre os curadores mais conhecidos estão Patrick Tandin, Julien Delli Fiori e Alexandre Marcellin. A primeira curadora foi Anne Marie Leblond. Atualmente, sete curadores são responsáveis por criar a programação musical: Armand Pirrone, Luc Frelon, Patrick Derlon, Christian Charles, René Hardiagon, Jean-Yves Bonnardel e Alexandre Desurmont.
A estação transmite programas com locução por apresentadores durante várias horas da noite:
- 19h-20h: Club Jazzafip, com Jane Villenet (segunda a quinta) e Charlotte Bibring (sexta a domingo)
- 20h-22h:
  - Segunda-feira: Sous les jupes de Fip, com Emilie Blon-Metzinger e Luc Frelon
  - Terça-feira: C'est Magnifip!, com Frédérique Labussière
  - Quarta-feira: Certos l'aiment Fip, com Susana Poveda
  - Quinta-feira: Live à Fip, com Stéphanie Daniel

## História
A estação foi fundada em 5 de janeiro de 1971, e sua primeira transmissão aconteceu às 17h, apresentada pelo chefe da radio-telévision Roland Dhordain e dois produtores da France Inter, Jean Garetto e Pierre Codou, também apresentadores aos fins de semana da France Inter. A transmissão se deu de Paris, na frequência de 514 m (585 kHz), onda média, daí seu nome original de France Inter Paris 514. A emissora era conhecida por seu estilo peculiar de programação, e pelo tom de voz suave de seus apresentadores ao descrever problemas de trânsito com humor e ironia.
Depois de Paris, a estação se expandiu para outras cidades (Bordeaux, Lyon, Marselha, entre outras), que transmitiam as mesmas músicas, notícias e informações do trânsito. O "P", em FIP, mudava de acordo com a localização: FIB (Bordeaux), FIL (Lyon), FIM (Marselha), por exemplo.
Dado o seu papel como um player de nicho na radiodifusão pública francesa, a FIP não realizou alterações drásticas em seu conceito, como muitas rádios francesas fizeram a partir de 1981. Em 1999, Jean-Marie Cavada, presidente da Radio France, iniciou uma reestruturação, chamada "Plan Bleu", que reatribuiu as frequências entre as estações locais Radio Bleue, Urgences, Le Mouv' e FIP. A FIP perdeu as emissoras de menor audiência, como as sediadas em Metz e Nice, que passaram a fazer parte da rede France Bleu. Apesar dos protestos dos ouvintes, o plano foi adotado em 24 de maio de 2000.
Em setembro de 2017 o, então, CEO do Twitter, Jack Dorsey, disse que ouvia a FIP regularmente, e que a considerava a melhor rádio do mundo.
Em dezembro de 2019 a Radio France decidiu que os boletins de notícias curtos, de 10 minutos, cessariam, e que os estúdios locais em Bordeaux, Nantes e Estrasburgo fechariam em julho de 2020. A pandemia de COVID-19, entretanto, atrasou essa mudança para dezembro de 2020.

## Frequências
A FIP transmite, na França, nas seguintes frequências:
- Paris / Île-de-France: 105,1 MHz
- Bordeaux: 96,7 MHz / Arcachon: 96,5 MHz
- Montpellier: 99,7 MHz
- Nantes: 95,7 MHz / Saint-Nazaire: 97,2 MHz
- Estrasburgo: 92,3 MHz
- Marselha: 90,9 MHz
- Rennes: 101.2 MHz
- Toulouse: 103,5 MHz

A FIP também transmite via stream pela Internet, o que expande a FIP para uma audiência global.
A transmissão em ondas médias da FIP, 585 kHz em Paris (entre 08:00–16:00 Hora da Europa Central do transmissor em Romainville), cessou em 3 de janeiro de 2011.
A FIP está disponível, para Europa, no canal de satélite digital aberto Atlantic Bird 3, a 5,0° Oeste, e Astra, a 19,2° Leste. O último feed voltou a operar em janeiro de 2009, após uma quebra contratual. A FIP também estava disponível no Hot Bird 7A, em 13,0° Leste, mas, após um conflito entre a Radio France e o CanalSat, a distribuição foi interrompida em 1º de julho de 2008.
A FIP está disponível pelo satélite ASTRA, a 19,2° Leste, na frequência 12285 MHz, taxa de símbolo 29700 kS, polaridade V. Também pode ser acessada na Austrália Ocidental, Tahiti e ilhas vizinhas pelo Intelsat 701, a 180,0° Leste.
Na Holanda, a FIP está disponível via cabo Ziggo (em 106,1 MHz), canal 857, via receptores digitais da Ziggo. A Ziggo fornece serviços de cabo para mais de 40% das casas na Holanda.

## A Rede
As diferentes estações da rede FIP desde a sua criação:
| nomes sucessivos       | Localização   | Inauguração | Fora do ar | Fecho |
| FIP; FIP Paris         | Paris         | 1971        | –          | –     |
| FIB; FIP Bordéus       | Bordéus       | 1972        | –          | –     |
| FIL; FIP Lille         | Lille         | 1972        | –          | 2000  |
| FIL; FIP Lyon          | Lyon          | 1972        | –          | 2000  |
| FIM; FIP Marselha; FIP | Marselha      | 1972        | 2000–2008  | –     |
| CIF; FIM; FIP Metz     | Metz          | 1972        | –          | 2000  |
| ABETO; FIP Reims       | Reims         | 1972        | –          | 1988  |
| AJUSTAR; FIP           | Toulouse      | 1973        | 1984–2008  | –     |
| FILA; FIP Nantes       | nantes        | 1974        | –          | –     |
| FILA; FIP Nantes       | Saint Nazaire |             | –          | –     |
| FIS; FIP Estrasburgo   | Estrasburgo   | 1978        | –          | –     |
| FICA; FIP Côte d'Azur  | Legal         | 1982        | –          | 2000  |
| Passeios FIP           | Passeios      | 1985        | –          | 1988  |
| FIP                    | Montpellier   | 2006        | –          | –     |
| FIP                    | Arcachon      | 2008        | –          | –     |
| FIP                    | Rennes        | 2008        | –          | –     |

## Transmissões Piratas no Reino Unido
De acordo com o jornal The Argus, de Brighton, um morador da cidade retransmitiu a FIP, por quase dez anos, em duas frequências de banda FM (91,0 MHz e 98,5 MHz). Os dois sinais, que eram retransmissões da FIP via satélite, puderam ser ouvidos em muitas partes de Brighton. Os dois transmissores foram operados para atender diferentes partes da cidade. Um deles, supostamente, na área de Kempton. A estação se mostrou muito popular.
Os dois sinais operavam em frequências, originalmente, usadas pela FIP em Lille e Metz, que não eram preenchidas na área de Brighton, e não causavam interferência nas estações nacionais ou locais existentes. A qualidade técnica era elevada, e a identificação do Radio Data System (RDS) era "F_I_P", com os dois sinais ligados para garantir uma melhor recepção nos rádios instalados em carros. Os códigos de identificação pareciam ser os mesmos usados nos transmissores franceses originais.
As retransmissões quebraram as regras de transmissão radiofônica do Reino Unido, impostas pelo orgão regulador de telecomunicações, rádio e TV do país, Ofcom. Embora acredite-se que os funcionários do Ofcom visitaram o endereço do operador da estação, e confiscaram o equipamento, tirando assim as transmissões piratas do ar, a estação ainda podia ser ouvida em uma das frequências, 91.0 MHz, em toda a cidade, até 2012, e a operadora de retransmissão do Reino Unido decidiu interromper a transmissão da FIP para Brighton.
Um grupo de fãs da FIP, Vive la FIP, se reúne regularmente em Brighton. Alguns membros visitaram os estúdios da FIP, em Paris, e foram apresentados em um artigo na revista francesa Télérama, em fevereiro de 2007.

## Slogans
- 1973–1995 : "La radio de toutes les musiques" (A rádio de todas as músicas.)
- 1995–2011 : "Respirez, vous êtes sur FIP" (Respire, você está na FIP.)
- 2006–2011 : "105,1% musique" (105,1% música) (para Paris)
- 2011–2012 : "FIP, 40 ans d'évasion" (FIP, 40 anos de fuga.)
- 2015–2016 : "Des nouveaux rendez-vous" (Um novo rendezvous.)
- desde 2017 : "Vous n'êtes plus là, vous êtes sur FIP" (Você não está mais por aí, está na FIP.)